# Haffnerska villan
Haffnerska villan är en byggnad i Hedemora, Dalarnas län. Huset är ritat av Aa. Andersson, Björkliden, 1913 och uppfört som disponentbostad för Stora Långviks Gruf AB. Byggnaden är i två och halv våning, stommen är av liggtimmer, fasaden putsad och sockeln är huggen granit. Vinden inreddes 1933, och ändrades 1949. Fönstren ändrades 1939 och 1946 putsades fasaden om.
Namnet Haffnerska villan kommer från Stora Långviks direktör H. Haffner, bergsassessor och belönad med järnkorset i första världskriget.
Till huset hör en gårdsbyggnad, även den ritad 1913, av Erik A. Waldau. Även jordkällare och ett antal rödmålade uthus byggda av plankreglar finns på gården. Uthusen inrymmer bodar, garage och ett före detta stall. När gruvbolaget bestämde att disponenten skulle bo vid Intrånget lades byggnaden ut till försäljning och hamnade i privat ägo.